# Emera
Emera Incorporated er en canadisk multinational energikoncern med hovedkvarter i Halifax, Nova Scotia. Det blev etableret i 1998 ved en privatisering af Nova Scotia Power. De producerer og distribuerer elektricitekt. Desuden distribuerer de naturgas og driver gaspipeline.